# 노스캐롤라이나주의 대학 목록
다음은 미국 노스캐롤라이나주의 대학 목록이다.
- 엘리자베스시티 주립 대학교
- 노스캐롤라이나 주립 대학교
- 노스캐롤라이나 대학교 채플힐
- 노스캐롤라이나 대학교 윌밍턴
- 웨스턴캐롤라이나 대학교
- 데이비드슨 칼리지
- 길퍼드 칼리지
- 캠벨 대학교
- 듀크 대학교
- 엘론 대학교
- 고든 콘웰 신학교
- 사우스이스턴 침례 신학교
- 웨이크포리스트 대학교

## 같이 보기
- 노스캐롤라이나주
- 미국의 대학 목록
- 대학 목록